# Tartronsäure
Tartronsäure (Hydroxymalonsäure) ist die einfachste Hydroxydicarbonsäure. Sie kommt wegen ihrer Oxidationsempfindlichkeit in der Natur nicht vor.
Sie kann im Labormaßstab durch Hydrolyse von Brommalonsäure mit Silberhydroxid hergestellt werden.
Acetobacter acetosum bildet in einem Glucosemedium 2-Ketogluconsäure, die in einer Folgereaktion zu Tartronsäure abgebaut wird.
Sie kristallisiert in farblosen Prismen, die bei 158–160 °C unter Zersetzung schmelzen (Decarboxylierung zu Glycolsäure). Sie kann durch katalytische Oxidation an Platin-Bismut-Katalysatoren mit Luft zur Mesoxalsäure oxidiert werden.
Tartronsäure kann zur Entfernung von in Wasser gelöstem Sauerstoff genutzt werden.